# Ván bài lật ngửa: Quân cờ di động
Ván bài lật ngửa: Quân cờ di động (tiếng Anh: Cards on the Table: The Roving Chessman) là tập thứ hai trong loạt series Ván bài lật ngửa; phim dựa theo tiểu thuyết Giữa biển giáo rừng gươm của nhà văn Trần Bạch Đằng. Phim được chiếu ra mắt vào 1983.

## Nội dung
Ngày 4 tháng 3 năm 1955 tại Tòa Thánh Tây Ninh, Mặt trận Thống nhứt Toàn lực Quốc gia tuyên bố thành lập với thành phần gồm Cao Đài, Hòa Hảo, Bình Xuyên, Dân xã Đảng và Cao Đài Liên minh do Phạm Công Tắc làm chủ tịch. Mặt trận ra tối hậu thư đòi cải tổ với chính phủ Ngô Đình Diệm. Nếu không sẽ tấn công. Ngô Đình Nhu không chấp nhận yêu cầu của Mặt trận. Dẫn đến đụng độ khốc liệt giữa liên quân của Mặt trân với quân chính phủ Ngô Đình Diệm giữa Sài Gòn. Quân chính phủ dành thắng lợi, Mặt trận bị giải tán.
Sau biến cố, Luân đến Đà Lạt nghỉ mát, nơi Đảng cộng sản Việt Nam sắp xếp một cuộc gặp giữa Luân với Thùy Dung, một điệp viên được xây dựng một thân phận một thư ký của giám đốc Cảnh sát Quốc gia và là người tình của Luân. Hai người công khai đi lại hẹn hò với nhau, trước sự theo dõi và hãm hãi của Sở Nghiên cứu Chính trị Xã hội (do bác sĩ Trần Kim Tuyến đứng đầu) và CIA.
Thông tin Cò Mi Ngọc, một điệp viên và cũng là bạn của Luân bị chính phủ Ngô Đình Diệm bắt giữ. Luân đã dao động, nhưng vì chiến lược của Đảng cộng sản Việt Nam. Luân không giúp được gì khi Cò Mi Ngọc bị tử hình.
Tình hình rối loạn hơn khi trong cuộc diễu binh của tướng Trình Minh Thế, Thế bị ám sát chết trong cuộc diễu binh. Rạp Nguyễn Văn Hảo diễn vở Lấp Sông Gianh, bị người của Nha An Ninh Quân đội ném lựu đạn và xảy ra cuộc chạm súng với lực lượng của Cảnh sát Quốc gia, khiến dư luận phẫn nộ. Chính phủ Ngô Đình Diệm kỷ luật Nha An Ninh Quân đội.
Luân được tạo điều kiện cử đi học tại Trường Võ bị Quốc gia Đà Lạt. Trên đường đi lên Đà Lạt, Luân bị hai đặc vụ Nha An Ninh Quân đội truy sát bằng ô tô, cuối cùng Luân đánh lái cho xe lao xuống vực và thoát khỏi xe trước đó và may mắn thoát chết khi hai đặc vụ nghĩ Luân đã chết khi rơi xuống vực cùng xe.

## Diễn viên
- Nguyễn Chánh Tín - Robert Nguyễn Thành Luân
- Lâm Bình Chi - Ngô Đình Nhu
- Thu Hồng - Trần Lệ Xuân
- Đặng Trí Hoàng Sơn - Lại Văn Sang
- Việt Thanh - Lại Hữu Tài
- Cai Văn Mỹ - Lý Kai
- Lê Minh Tuấn - Cò Mi Ngọc
- Lâm Thế Thành - Sa